# Wenceslao Moguel
Wenceslao Moguel Herrera, född omkring 1890, död 29 juli 1976, känd i pressen som El Fusilado ("Den Skjutne"), var en mexikansk soldat under Pancho Villa som tillfångatogs den 18 mars 1915 under den mexikanska revolutionen och arkebuserades, men överlevde.
Han dömdes till döden utan rättegång och sköts 8–9 gånger i kroppen. Sedan gick en officer fram med en revolver och sköt honom på nära håll i huvudet. Trots det överlevde Moguel, men han fick permanenta skador av händelsen.

Berättelserna går isär om hur han överlevde. Vissa källor tyder på att han räddades:
"Nästa dag hittades Moguel medvetslös bland sina kamraters döda kroppar. Han fick läkarvård och återhämtade sig."
Andra uppger att han rymde på egen hand och fick vård efteråt:
"[Moguel] kröp bort till kyrkan St. James Apostle tre kvarter bort där en kyrkomedlem hittade honom och tog honom hem tills han återhämtade sig." 
 År 1930 migrerade Moguel till USA i jakten på ett bättre liv. Han intervjuades i radioprogrammet Ripley's Believe it or Not den 16 juli 1937.
2008 släppte den brittiska anarkistiska rockgruppen Chumbawamba sången El Fusilado, som berättar Moguels historia ur hans perspektiv.